# Canon biblique orthodoxe tewahedo
Les églises orthodoxes tewahedo (l'Église orthodoxe éthiopienne et l'Église érythréenne orthodoxe) ont actuellement, au sein des églises orthodoxes orientales, le canon biblique le plus grand et le plus diversifié de la chrétienté traditionnelle. Les érudits occidentaux ont classé les livres du canon biblique orthodoxe tewahedo en deux catégories : le canon plus étroit (qui se compose principalement de livres familiers à l'ouest) et le canon plus large. Bien que l'objectif principal de cet article soit de discuter et de mettre en évidence les livres exclusifs au canon plus large, il est impossible de le faire sans au moins une discussion sur le canon plus étroit. Le canon plus large orthodoxe tewahedo dans sa forme la plus complète comprend le canon plus étroit dans son intégralité, ainsi que neuf livres supplémentaires. Il n'est pas connu d'exister actuellement en tant que compilation publiée. Certains livres, bien que considérés comme canoniques, sont néanmoins difficiles à localiser et ne sont même pas largement disponibles dans les pays d'origine des églises en Éthiopie et en Érythrée.

## Canon biblique plus étroit

### Ancien Testament
Le canon plus étroit de l'Ancien Testament orthodoxe tewahedo contient tout le protocanon hébreu. De plus, à l'exception des deux premiers livres des Maccabées, le canon orthodoxe tewahedo contient également tout le deutérocanon catholique. En plus de cela, l'Ancien Testament orthodoxe tewahedo comprend la prière de Manassé, 3 Esdras et 4 Esdras, qui apparaissent également dans les canons d'autres traditions chrétiennes. Les paralipomènes de Jérémie (4 Baruch), les Jubilés, Hénoch et les trois livres des Meqabyan (Maccabées éthiopiens) sont uniques au canon orthodoxe tewahedo.
Les livres des Lamentations, Jérémie et Baruch, ainsi que l'épître de Jérémie et 4 Baruch, sont tous considérés comme canoniques par les églises orthodoxes tewahedo. Cependant, on ne sait pas toujours comment ces écrits sont organisés ou divisés. Dans certaines listes, ils peuvent simplement tomber sous le titre « Jérémie », tandis que dans d'autres, ils sont divisés de différentes manières en livres séparés.
Le livre des Proverbes est parfois divisé en deux livres : Messalë (Proverbes 1–24) et Tägsas (Proverbes 25–31).
Alors que les livres des Jubilés et d'Hénoch sont assez bien connus des savants occidentaux, les 1er, 2ème et 3ème livres des Maccabées éthiopiens ne le sont pas. Bien qu'ils partagent un nom commun, ils sont complètement différents des livres des Maccabées qui sont connus ou ont été canonisés dans d'autres traditions.
Dans la tradition orthodoxe tewahedo, 3 Esdras est appelé 2 Esdras, 4 Esdras est appelé Esdras Sutu'el, et la prière de Manassé est incorporée dans le second livre des Chroniques.

### Nouveau Testament
Le canon plus étroit du Nouveau Testament orthodoxe tewahedo se compose de l'ensemble des 27 livres du protocanon chrétien, qui est presque universellement accepté dans toute la chrétienté.

## Canon biblique plus large
En plus des neuf livres discutés ci-dessous, tous les livres mentionnés ci-dessus du canon plus étroit font également partie par définition du canon plus large.

### Ancien Testament
Le canon plus large de l'Ancien Testament orthodoxe tewahedo a un livre supplémentaire: la version éthiopienne du livre de Joseph ben Gourion ou Yosëf wäldä Koryon, appelé ailleurs Josippon, ou référencé par son auteur, Pseudo-Josephus, catégorisant sa paternité comme pseudépigraphique. Le livre est une histoire du peuple juif censée être basée sur les écrits de Flavius Josèphe, en huit parties.

### Nouveau Testament
Le canon plus large du Nouveau Testament orthodoxe tewahedo comprend huit livres supplémentaires. Ce sont les quatre livres des Sinodos, les deux divisions du livre de l'Alliance, le Clément éthiopien et la Didascalie éthiopienne. La plupart de la littérature ici serait soit considérée comme faisant partie des écrits des Pères apostoliques, soit comme faisant partie des Anciens Ordres de l'Église.

#### Sinodos
Les Sinodos canoniques éthiopiens sont quatre livres d'ordre religieux traditionnellement attribués aux apôtres. Ils sont les suivants : Ser`atä Seyon (30 canons), Te'ezaz (71 canons), Gessew (56 canons) et Abtelis (81 canons). Une grande partie du matériel contenu dans ces livres, à l'exception de Ser`atä Seyon, est traditionnellement considérée comme d'origine clémentine.

#### Livre de l'Alliance
Le Livre de l'Alliance, ou Mäshafä Kidan, est divisé en deux parties. La première partie comprend soixante sections et porte principalement sur l'ordre de l'église. La deuxième partie est la soixante-et-unième section et est un discours de Jésus-Christ à ses disciples en Galilée après sa résurrection.

#### Clément éthiopien
Le livre canonique éthiopien de Clément, ou Qälëmentos, est distinct des épîtres bien connues de saint Clément - 1 Clément et 2 Clément - ainsi que des Sinodos clémentins susmentionnés et de toute autre littérature clémentine connue dans d'autres traditions. C'est un livre uniquement éthiopien en sept parties, prétendument donné par saint Pierre à Clément de Rome.

#### Didascalie éthiopienne
La Didascalie éthiopienne, ou Didesqelya, est un livre d'ordre de l'Église en 43 chapitres, distinct de la Didascalie des apôtres, mais semblable aux livres I-VII des Constitutions apostoliques, où il trouve très probablement ses origines.

## Liste des livres de la Bible orthodoxe tewahedo

### Ancien Testament
1. Genèse[1]
2. Exode
3. Lévitique
4. Nombres
5. Deutéronome
6. Josué
7. Juges
8. Ruth
9. 1 Samuel
10. 2 Samuel
11. 1 Rois
12. 2 Rois
13. 1 Chroniques
14. 2 Chroniques (inclut la prière de Manassé)
15. 1 Esdras (Esdras et Néhémie)
16. 2 Esdras (3 Esdras)
17. Esdras Sutuel (4 Esdras)
18. Tobie
19. Judith
20. Esther
21. 1 Meqabyan (en) (Maccabées éthiopiens)[2]
22. 2 Meqabyan (Maccabées éthiopiens)[2]
23. 3 Meqabyan (Maccabées éthiopiens)[2]
24. Josippon
25. Jubilés
26. Hénoch
27. Job
28. Psaumes
29. Proverbes[3]
30. Tsegats (Réprimandes)
31. Ecclésiaste
32. Cantique des cantiques
33. Sagesse de Salomon
34. Siracide
35. Isaïe
36. Jérémie (inclut les Lamentations, l'épître de Jérémie et Baruch)
37. Ézéchiel
38. Daniel[4]
39. Osée
40. Amos
41. Michée
42. Joël
43. Abdias
44. Jonas
45. Nahum
46. Habacuc
47. Sophonie
48. Aggée
49. Zacharie
50. Malachie

### Nouveau Testament
1. Matthieu[1]
2. Marc
3. Luc
4. Jean
5. Actes
6. Romains
7. 1 Corinthiens
8. 2 Corinthiens
9. Galates
10. Éphésiens
11. Philippiens
12. Colossiens
13. 1 Thessaloniciens
14. 2 Thessaloniciens
15. 1 Timothée
16. 2 Timothée
17. Tite
18. Philémon
19. Hébreux
20. 1 Pierre
21. 2 Pierre
22. 1 Jean
23. 2 Jean
24. 3 Jean
25. Jacques
26. Jude
27. Apocalypse
28. Sinodos (en)
  - Ser`atä Seyon (l'Ordre de Sion, 30 canons)
  - Te’ezaz (Commandements, 71 canons)
  - Abtils (81 canons)
  - Gitzew (56 canons)
29. Mäshafä Kidan (1 et 2 Alliance)
30. Qälëmentos (Clément éthiopien)[5]
31. Didesqelya (Didascalie éthiopienne)[5]